# Ronde van Burgos 2022 (vrouwen)
De zevende editie van de Ronde van Burgos voor vrouwen vond plaats van 19 tot 22 mei 2022. Net als vorig jaar maakt de wedstrijd deel uit van de UCI Women's World Tour 2022. De vorige editie werd gewonnen door Anna van der Breggen. Zij werd opgevolgd door de Française Juliette Labous. De Nederlandse Demi Vollering won de laatste etappe en werd derde in het eindklassement; zij nam daardoor de leiding in de World Tour over van haar ploeggenote Lotte Kopecky.

## Deelname
Twaalf van de veertien UCI Women's World Tour-ploegen nemen deel, aangevuld met acht continentale teams.
| UCI World Tour teams                                                                                              | UCI World Tour teams                                                                        | UCI Continental teams                                              | UCI Continental teams                                                 |
| --- | ------------------------------------------------------------------------------------------- | ------------------------------------------------------------------ | --------------------------------------------------------------------- |
| BikeExchange Jayco Canyon-SRAM DSM EF Education-TIBCO-SVB FDJ Nouvelle-Aquitaine Futuroscope Human Powered Health | Liv Racing Xstra Movistar Roland Cogeas Edelweiss Squad SD Worx Trek-Segafredo UAE Team ADQ | BePink Ceratizit-WNT Colombia Tierra de Atletas Eneicat-RBH Global | Le Col-Wahoo Massi-Tactic Sopela Women's Team Valcar-Travel & Service |

## Etappe-overzicht
| Etappe | Datum  | Start                | Finish            | Type      | Afstand  | Winnaar         | Klassementsleider |
| ------ | ------ | -------------------- | ----------------- | --------- | -------- | --------------- | ----------------- |
| 1      | 19 mei | Pedrosa del Príncipe | Aranda de Duero   | Heuvelrit | 121,9 km | Lotte Kopecky   | Lotte Kopecky     |
| 2      | 20 mei | Sasamón              | Aguilar de Campoo | Heuvelrit | 128 km   | Matilde Vitillo | Jennifer Ducuara  |
| 3      | 21 mei | Medina de Pomar      | Ojo Guareña       | Heuvelrit | 113,4 km | Mavi García     | Mavi García       |
| 4      | 22 mei | Covarrubias          | Lagunas de Neila  | Bergrit   | 125,1 km | Demi Vollering  | Juliette Labous   |

## Klassementenverloop
| Etappe       | Winnaar         | Algemeen klassement · | Puntenklassement · | Bergklassement · | Jongerenklassement · | Ploegenklassement      |
| ------------ | --------------- | --------------------- | ------------------ | ---------------- | -------------------- | ---------------------- |
| 1            | Lotte Kopecky   | Lotte Kopecky         | Lotte Kopecky      | Lara Vieceli     | Emma Norsgaard       | Canyon-SRAM            |
| 2            | Matilde Vitillo | Jennifer Ducuara      | Lotte Kopecky      | Lara Vieceli     | Emma Norsgaard       | Ceratizit-WNT          |
| 3            | Mavi García     | Mavi García           | Lotte Kopecky      | Lara Vieceli     | Évita Muzic          | EF Education-TIBCO-SVB |
| 4            | Demi Vollering  | Juliette Labous       | Lotte Kopecky      | Demi Vollering   | Évita Muzic          | SD Worx                |
| 0Eindstanden | 0Eindstanden    | Juliette Labous       | Lotte Kopecky      | Demi Vollering   | Évita Muzic          | SD Worx                |

2015 · 
2016 · 
2017 · 
2018 · 
2019 ·
2020 · 
2021 · 
2022 · 
2023 · 
2024 · 
2025
Strade Bianche ·
Ronde van Drenthe ·
Trofeo Alfredo Binda-Comune di Cittiglio ·
Brugge-De Panne ·
Gent-Wevelgem ·
Ronde van Vlaanderen ·
Amstel Gold Race ·
Parijs-Roubaix ·
Waalse Pijl ·
Luik-Bastenaken-Luik ·
Itzulia Women ·
Ronde van Burgos ·
RideLondon Classic ·
The Women's Tour · 
Giro Donne · 
Tour de France Femmes ·
Postnord Vårgårda WestSweden · 
Ronde van Scandinavië ·
GP de Plouay-Bretagne ·
Simac Ladies Tour ·
Ceratizit Challenge by La Vuelta · 
Ronde van Romandië
Afgelaste wedstrijden: Cadel Evans Great Ocean Road Race · 
Tour of Chongming Island · 
Ronde van Guangxi